# 63-я церемония «Грэмми»
63-я ежегодная церемония вручения наград «Грэмми» состоялась 14 марта 2021 года. Церемония прошла в Стэйплс-центре, Лос-Анджелес (США). В церемонии номинирования и награждения имели право участвовать лучшие записи, композиции и исполнители последнего условного года, который исчислялся с 1 сентября 2019 года по 31 августа 2020 года. Номинации были объявлены 24 ноября 2020 года председателем и временно исполняющим обязанности президента и генеральным директором Академии звукозаписи Харви Мейсоном-младшим во время виртуальной прямой трансляции.
По несколько номинаций получили Бейонсе (9), Тейлор Свифт (6), Родди Рич (6), Дуа Липа (6). Среди номинантов в категории «Лучшее соло-исполнение классической музыки» российский пианист Даниил Трифонов за его проект «Пункт назначения: Рахманинов. Прибытие». Среди номинантов из России был также дирижёр Максим Емельянычев.
Церемония изначально была запланирована на 31 января 2021 года; однако 5 января 2021 года Академия звукозаписи перенесла церемонию на 14 марта 2021 года из-за резкого увеличения числа случаев COVID-19 в округе Лос-Анджелес, а также связанных с этим проблем со здоровьем и безопасностью.
На 63-й церемонии «Грэмми» было установлено несколько рекордов. Альбом Folklore Тейлор Свифт был удостоен премии в категории Альбом года. Благодаря чему Свифт стала первой женщиной в истории (и четвёртым исполнителем в целом после Фрэнка Синатры, Стиви Уандера и Пола Саймона), победившей в этой престижной категории три раза (ранее Альбомом года становились Fearless в 2010 и 1989 в 2016). Бейонсе стала самым награждаемым исполнителем и самой награждаемой женщиной в истории, получив свою 28-ю статуэтку (больше только у дирижёра Георга Шолти, 31), а Megan Thee Stallion — первой женщиной-рэпершой XXI века (после Лорин Хилл, 1999), выигравшей в категории Лучший новый исполнитель. В категории Лучший ремикс впервые победил казахстанец Иманбек Зейкенов с треком «Roses», а нигериец Burna Boy удостоен премии Best Global Music Album за диск Twice as Tall. Сразу три музыканта награждены посмертно: Джон Прайн (фолк), Тутс Хибберт (регги), Чик Кориа (джаз). Лейбл Effective Records стал первой звукозаписывающей компанией России, получившей Грэмми (за трек «Roses»).

## Изменения 2020 года
Для 63-й церемонии вручения наград Грэмми организаторы объявили о нескольких изменениях в выборе победителей и структуре некоторых категорий:
- Категория Best Urban Contemporary Album была переименована в Best Progressive R&B Album
- Категория Best Rap/Sung Performance была переименована в Best Melodic Rap Performance
- Категория Best Latin Pop Album была переименована в Best Latin Pop Or Urban Album, а категория Latin Rock, Urban Or Alternative Album была переименована в Best Latin Rock Or Alternative Album[англ.]
- Категория Best World Music Album была переименована в Best Global Music Album[16].
- Академия отказалась от правила учёта максимального количество релизов при выборе кандидатов в категории Best New Artist, согласно которому артист мог выпустить не более 30 треков до начала текущего года отбора (представляет особую проблему для исполнителей рэпа и хип-хопа, которые, как правило, выпускают больше песен, чем исполнители других жанров)[17].
- По старым правилам члены комитета по рассмотрению кандидатур должны были брать годичный отпуск после пяти лет службы. Теперь это так, но по прошествии трёх лет. По старым правилам председатели комитетов должны были брать двухлетний перерыв после пяти лет работы. Теперь это так, но по прошествии трёх лет. Согласно старым правилам, члены могли работать максимум восемь лет подряд (в качестве члена или председателя). Теперь они могут служить максимум пять лет подряд[15].

## Основная категория
Запись года
- «Black Parade» — Бейонсе
- «Colors» — Black Pumas
- «Rockstar» — DaBaby при участии Родди Рича
- «Say So» — Doja Cat
- «Everything I Wanted» — Билли Айлиш
- «Don’t Start Now» — Дуа Липа
- «Circles» — Post Malone
- «Savage» — Megan Thee Stallion при участии Бейонсе

Альбом года
- Chilombo — Джене Айко
- Black Pumas (Deluxe Edition) — Black Pumas
- Everyday Life — Coldplay
- Djesse Vol. 3 — Джейкоб Кольер
- Women in Music Pt. III — Haim
- Future Nostalgia — Дуа Липа
- Hollywood's Bleeding — Post Malone
- folklore — Тейлор Свифт

Песня года
- «Black Parade» (Бейонсе)
- «The Box» (Родди Рич)
- «Cardigan» (Тейлор Свифт)
- «Circles» (Post Malone)
- «Don’t Start Now» (Дуа Липа)
- «Everything I Wanted» (Билли Айлиш)
- «I Can’t Breathe» (H.E.R.)
- «If the World Was Ending» (JP Saxe при участии Джулии Майклз)

Лучший новый исполнитель
- Фиби Бриджерс
- Ингрид Эндресс
- Doja Cat
- Kaytranada
- Megan Thee Stallion
- Ноа Сайрус
- Chika
- D Smoke

## Поп
Лучшее сольное поп-исполнение
- «Yummy» — Джастин Бибер
- «Cardigan» — Тейлор Свифт
- «Everything I Wanted» — Билли Айлиш
- «Don’t Start Now» — Дуа Липа
- «Say So» — Doja Cat
- «Watermelon Sugar» — Гарри Стайлз

Лучшее поп-исполнение дуэтом или группой
- «Un Dia (One Day)» — J Balvin, Дуа Липа, Bad Bunny & Tainy
- «Intentions» — Джастин Бибер при участии Quavo
- «Dynamite» — BTS
- «Rain on Me» — Леди Гага & Ариана Гранде
- «Exile» — Тейлор Свифт при участии Bon Iver

Лучший традиционный вокальный поп-альбом
- Blue Umbrella — (Берт Бакарак &) Daniel Tashian
- True Love: A Celebration of Cole Porter — Гарри Конник-младший
- American Standard — Джеймс Тейлор
- Unfollow the Rules — Руфус Уэйнрайт
- Judy — Рене Зеллвегер

Лучший вокальный поп-альбом
- Fine Line — Гарри Стайлз
- Folklore — Тейлор Свифт
- Chromatica — Леди Гага
- Future Nostalgia — Дуа Липа
- Changes — Джастин Бибер

## Танцевальная музыка
Лучшая танцевальная запись
Лучший танцевальный/электронный альбом

## Современная инструментальная музыка
Лучший современный инструментальный альбом
- Live at the Royal Albert Hall — Snarky Puppy
- Axiom — Кристиан Скотт
- Chronology of a Dream: Live at The Village Vanguard — Джон Батист
- Take the Stairs — Black Violin
- Americana — Grégoire Maret, Romain Collin & Bill Frisell

## Рок
Лучшее рок-исполнение
- «The Steps» — Haim
- «Stay High» — Бриттани Ховард
- «Not» — Big Thief
- «Shameika» — Фиона Эппл
- «Kyoto» — Фиби Бриджерс
- «Daylight» — Grace Potter

Лучшее метал-исполнение
- «Bum-Rush» — Body Count
- «Underneath» — Code Orange
- «The In-Between» — In This Moment
- «BLOODMONEY» — Поппи
- «Executioner’s Tax (Swing of the Axe)» — Power Trip

Лучшая рок-песня
- «Kyoto» (Фиби Бриджерс)
- «Lost in Yesterday» (Tame Impala)
- «Not» (Big Thief)
- «Shameika» (Фиона Эппл)
- «Stay High» (Бриттани Ховард)

Лучший рок-альбом
- A Hero's Death — Fontaines D.C.
- Kiwanuka — Майкл Киванука
- Daylight — Grace Potter
- Sound & Fury — Стерджилл Симпсон
- The New Abnormal — The Strokes

## Альтернатива
Лучший альтернативный альбом
- Fetch the Bolt Cutters — Фиона Эппл
- Hyperspace — Бек
- Punisher — Фиби Бриджерс
- Jaime — Бриттани Ховард
- The Slow Rush — Tame Impala

## R&B
Лучшее R&B-исполнение
- «Black Parade» — Бейонсе
- «Lightning & Thunder» — Джене Айко при участии Джона Ледженда
- «All I Need» — Джейкоб Кольер при участии Mahalia[англ.] и Ty Dolla Sign
- «Goat Head» — Бриттани Ховард
- «See Me» — Эмили Кинг[англ.]

Лучшее традиционное R&B-исполнение
- «Anything for You» — Ледиси[англ.]
- «Sit On Down» — The Baylor Project[англ.]
- «Wonder What She Thinks of Me» — Chloe x Halle
- «Let Me Go» — Майкал Килгор[англ.]
- «Distance» — Yebba[англ.]

Лучшая R&B-песня
- «Better Than I Imagined»
  - Роберт Гласпер, Мешелл Ндегеочелло и Габриэлла Уилсон, авторы (Роберт Гласпер при участии H.E.R. и Мешелл Ндегеочелло)
- «Black Parade»
  - Денисия «Blu June» Эндрюс, Бейонсе, Стивен Брей, Шон Картер, Бриттани Кони, Дерек Джеймс Дикси, Акил Кинг, Ким «Кейденс» Крысюк и Рики «Касо» Тайс, авторы (Бейонсе)
- «Collide»
  - Сэм Барш[англ.], Стэйси Барт[англ.], Сонье Элиз, Олу Фанн, Акил Кинг, Джош Лопес, Каве Растегар и Бенедетто Ротонди, авторы (Tiana Major9[англ.] и EarthGang[англ.])
- «Do It[англ.]»
  - Хлоя Бейли, Холли Бейли, Антон Куль, Скотт Сторч, Виктория Моне и Avedon[англ.], авторы (Chloe x Halle)
- «Slow Down»
  - Назри Атве[англ.], Бадрия Бурелли[англ.], Скип Марли, Райан Уильямсон и Габриэлла Уилсон, авторы (Скип Марли и H.E.R.)

Лучший прогрессивный R&B-альбом
- It Is What It Is[англ.] — Thundercat
- Chilombo — Джене Айко
- Ungodly Hour — Chloe x Halle
- Free Nationals[англ.] — Free Nationals[англ.]
- Fuck Yo Feelings — Роберт Гласпер

Лучший R&B-альбом
- Bigger Love[англ.] — Джон Ледженд
- Happy 2 Be Here — Ант Клемонс[англ.]
- Take Time[англ.] — Giveon[англ.]
- To Feel Love/D — Люк Джеймс[англ.]
- All Rise — Грегори Портер

## Рэп
Лучшее рэп-исполнение
- «Deep Reverence» — Big Sean при участии Nipsey Hussle
- «Bop» — DaBaby
- «Dior» — Pop Smoke
- «Savage» — Megan Thee Stallion при участии Бейонсе
- «The Bigger Picture» — Lil Baby
- «What’s Poppin» — Джек Харлоу

Лучшее исполнение мелодичного рэпа
- «Highest in the Room» — Трэвис Скотт
- «Laugh Now, Cry Later» — Дрейк & Lil Durk
- «Lockdown» — Андерсон Пак
- «Rockstar» — DaBaby & Родди Рич
- «The Box» — Родди Рич

Лучшая рэп-песня
- «Laugh Now, Cry Later» — Дрейк при участии Lil Durk
- «Rockstar» — DaBaby при участии Родди Рича
- «Savage» — Megan Thee Stallion при участии Бейонсе
- «The Bigger Picture» — Lil Baby
- «The Box» — Родди Рич

Лучший рэп-альбом
- «Alfredo» — Freddie Gibbs & The Alchemist
- «A Written Testimony» — Jay Electronica
- «Black Habits» — D Smoke
- «King’s Disease» — Nas
- «The Allegory» — Royce Da 5’9″

## Кантри
Лучшее сольное кантри-исполнение
- «Stick That in Your Country Song» — Эрик Чёрч
- «Who You Though I Was» — Брэнди Кларк
- «When My Amy Prays» — Винс Гилл
- «Bluebird» — Миранда Ламберт
- «Black Like Me» — Mickey Guyton

Лучшее кантри-исполнение дуэтом или группой
- «All Night» — Brothers Osborne
- «10,000 Hours» — Dan + Shay и Джастин Бибер
- «Ocean» — Lady A
- «Sugar Coat» — Little Big Town
- «Some People Do» — Old Dominion

Лучшая кантри-песня
- «Bluebird» (Миранда Ламберт)
- «The Bones» (Марен Моррис)
- «Crowded Table» (The Highwomen)
- «More Hearts Than Mine» (Ингрид Эндресс)
- «Some People Do» (Old Dominion)

Лучший кантри-альбом
- Nightfall — Little Big Town
- Wildcard — Миранда Ламберт
- Never Will — Эшли Макбрайд
- Lady Like — Ингрид Эндресс
- Your Life Is a Record — Брэнди Кларк

## Нью-эйдж
Премия «Грэмми» за лучший нью-эйдж-альбом

## Джаз
Лучшая сольная джазовая импровизация
Лучший джазовый вокальный альбом
Лучший джазовый инструментальный альбом
Лучший альбом большого джазового ансамбля
Лучший латино-джаз-альбом

## Госпел/Современная Христианская музыка
Лучшее госпел-исполнение/песня
Лучшее исполнение в Современной Христианской музыке/песня
Лучший госпел-альбом
Лучший альбом современной христианской музыки
Лучший традиционный госпел-альбом

## Латино
Лучший латино-поп-альбом
Лучший латино-рок/альтернативный альбом
Лучший мексиканский/техано-альбом
Лучший тропический латино-альбом

## Американская традиционная музыка
Лучшее исполнение в традиционных американских жанрах
Лучшая песня в традиционных американских жанрах
Лучший американа-альбом
Лучший блюграсс-альбом
Лучший традиционный блюз-альбом
Best Contemporary Blues Album
Лучший фолк-альбом
Лучший региональный альбом

## Регги
Лучший регги-альбом
- Got to Be Tough — Toots and the Maytals
- Upside Down 2020 — Buju Banton
- Higher Place — Skip Marley
- It All Comes Black to Love — Макси Прист
- One World — The Wailers

## Global Music
Лучший альбом этнической музыки

## Музыка для детей
Лучший альбом для детей

## Разговорный жанр
Лучший альбом разговорного жанра (включая поэзию, аудиокниги & рассказы)

## Комедия
Лучший комедийный альбом

## Музыкальные шоу
Лучший альбом на основе театрального мюзикла

## Музыка для визуальных медиа
Лучший альбом, являющийся компиляционным саундтреком для визуальных медиа
- Jojo Rabbit — Сборник (саундтрек фильма «Кролик Джоджо»)
- A Beautiful Day in the Neighborhood — Сборник
- Bill & Ted Face the Music — Сборник
- Eurovision Song Contest: The Story of Fire Saga — Сборник
- Frozen II — Сборник

Лучший саундтрек для визуальных медиа
- Joker — Хильдур Гуднадоуттир, композитор (саундтрек фильма «Джокер»)
- Ad Astra — Макс Рихтер, композитор
- Becoming — Камаси Вашингтон, композитор
- 1917 — Томас Ньюман, композитор
- Star Wars: The Rise of Skywalker — Джон Уильямс, композитор

Лучшая песня, написанная для визуальных медиа
- «No Time to Die» (из фильма «Не время умирать»)
  - Билли Айлиш и Финнеас О’Коннелл (Билли Айлиш)
- «Beautiful Ghosts» (из фильма «Cats»)
  - Эндрю Ллойд Уэббер и Тейлор Свифт (Тейлор Свифт)
- «Carried Me with You» (из фильма «Onward»)
  - Брэнди Карлайл, Фил Хансерот и Тим Хансерот (Брэнди Карлайл)
- «Into the Unknown» (из фильма «Frozen II»)
  - Кристен Андерсон-Лопес и Роберт Лопес (Идина Мензел при участии AURORA)
- «Stand Up» (из фильма «Harriet»)
  - Джошуа Брайан Кэмпбелл и Синтия Эриво (Синтия Эриво)

## Сочинительство/Аранжировка
Лучшая инструментальная композиция
Лучшая инструментальная аранжировка или аранжировка а капелла
Лучшая инструментальная аранжировка в сопровождении вокалиста(ов)

## Упаковка/Оформление
Лучшая упаковка записи
Лучшая упаковка коробочной или специальной ограниченной версии
Лучшие заметки на альбоме
Лучший исторический альбом

## Производство
Лучший инжиниринг альбома, классического
- «Shostakovich: Symphony No. 13, 'Babi Yar'»
  - Дэвид Фрост & Чарли Пост, звукоинженеры; Silas Brown, мастеринг-инженер (Riccardo Muti & Chicago Symphony Orchestra)

Лучший инжиниринг альбома, неклассического
Продюсер года, неклассический
- Эндрю Уотт

Продюсер года, классический
- Дэвид Фрост

Лучшая ремикшированная запись, не классическая
- «Roses (Imanbek Remix)»
  - Иманбек Зейкенов, ремиксер (SAINt JHN)

Лучший альбом с объёмным звучанием
- Номинирование в этой категории отложено до следующей церемонии[7].

## Классическая музыка
Лучшее оркестровое исполнение
Лучшая оперная запись
Лучшее хоровое исполнение
Лучшее камерное исполнение
Лучшее классическое инструментальное соло
Лучший классический сольный вокальный альбом
Best Classical Compendium
Лучшая современная классическая композиция

## Видео
Лучшее музыкальное видео
- «Brown Skin Girl» — Бейонсе, Saint Jhn & Wizkid при участии Blue Ivy Carter
- «Life Is Good» — Фьючер при участии Дрейк
- «Lockdown» — Anderson .Paak
- «Adore You» — Гарри Стайлз
- «Goliath» — Woodkid

Лучший музыкальный фильм

## Статистика номинаций
Номинации были объявлены в 83 из 84 категорий, кроме Best Immersive Audio Album (ранее это была категория Лучший альбом с объёмным звучанием), члены комитета которого не смогли собраться из-за пандемии COVID-19. Поэтому оценка заявок в этой категории была отложена до более безопасных времён. Номинации на 63-ю Грэмми будут объявлены в следующем году в дополнение (и отдельно) к номинациям следующей 64-й церемонии Грэмми в этой категории.
Седьмая номинация в категории Запись года позволила Бейонсе обойти Фрэнка Синатру по этому показателю и опередить женский рекорд, принадлежавший когда-то Барбре Стрейзанд (с её пятью номинациями за Запись года). Бейонсе — лишь вторая артистка в истории Грэмми, получившая за один год сразу две номинации в категории Запись года. Фаррелл Уильямс был первым, семь лет назад, когда он был номинирован как исполнитель хитов Daft Punk и Робина Тика.
Певица Ноа Сайрус повторила рекорд Грэмми, после того как была номинирована в категории Лучший новый исполнитель. Отец Ноа, кантри-певец Билли Рэй Сайрус, был номинирован в этой категории 28 лет назад. Таким образом, это первый случай, когда ребёнок номинированного на Грэмми лучшего нового артиста был номинирован в этой же категории с тех пор, как Джулиан Леннон был номинирован в 1985 году, через 21 год после того, как его отец Джон Леннон получил эту награду в составе The Beatles.
Post Malone стал первым артистом за более чем 30 лет, который три года подряд был номинирован в категории Запись года. В этом году он номинирован за песню «Circles», в прошлом году был номинирован на «Sunflower», совместную работу с Swae Lee, и два года назад за «Rockstar» (с участием 21 Savage). Post Malone стал первым артистом, получившим эту номинацию три года подряд со времен Стива Уинвуда (1986—88). Всего два других артиста в истории Грэмми достигли этого рекордного показателя — Фрэнк Синатра (который делал это четыре года подряд, 1958—61) и Роберта Флэк (1972—74).
- 9 номинаций — Бейонсе,
- 6 номинаций — Тейлор Свифт, Родди Рич, Дуа Липа
- 5 номинаций — Бриттани Ховард
- 4 номинации — Фиби Бриджерс, Джон Бизли, Джастин Бибер, DaBaby, Билли Айлиш, Дэвид Фрост, Megan Thee Stallion